# Emile Albrecht
Emile Albrecht, švicarski veslač, * 1897, † 11. februar 1927.
Albrecht je v švicarskem četvercu s krmarjem na Poletnih olimpijskih igrah 1924 v Parizu osvojil zlato medaljo, v četvercu brez krmarja pa je na istih igrah osvojil bronasto medaljo.